# 半殖民地半封建社会
半殖民地半封建社会是一個馬克思主義的概念，意指在形式上保留有封建社會的剥削制度，同時在經濟、政治、文化上受到外國資本主義國家控制與壓迫的社會。隨著其它資本主義國家控制力度的加強，一部分國家會完全喪失國家主權，成爲徹底的殖民地國家；另一部分國家則發生反彈，取得獨立地位。大部分國家半殖民半封建社會的形成是不平等條約造成的直接影響。這種社會性質主要分佈在19世紀時依然保持封建社會性質的亞洲、非洲、拉丁美洲等少數國家。此概念有爭議。
中國共產黨與中華人民共和國政府將近代中國大陆的社會性質總概括為「半殖民地半封建社會」，這種分類有爭議。

## 概念來源
「半封建」或「半封建社會」的術語是馬克思和恩格斯提出。列寧用「半封建」、「半殖民地」兩詞來形容中國近代社會的性質。蔡和森于1922年9月在《统一、借债与国民党》一文中，明确使用“半殖民地”和“半封建”两个概念。1939年12月，毛澤東主持撰寫的《中國革命和中國共產黨》，指出認清中國大陆近代半殖民地半封建社會的特點和主要矛盾，是認清一切革命問題的基本根據。

## 爭議

### 關於中國大陆1949年以前社會性質的爭議
在中國大陆，依照馬克思主義走上具有中國特色的社會主義后，中共將半殖民半封建社會定性為“形式上封建主義，内涵上殖民主義”的社會形態，认为是自鴉片戰爭以來至中華人民共和國成立以前中國大陆的社會性質。但除中國大陆以外的其他國家和地区的歷史學界普遍對中國大陆封建社會的存在時間表示質疑，認爲中國大陆沒有或只有很短一段時間（西周）嚴格意義上的封建社會。在秦始皇「廢封建，立郡縣」後，中國大陆不再分封建國。如新馬克思主義史學家佩里·安德森說：「封建主義主要是指，由一個貴族組成的社會階級對農民依法實行的農奴制和軍事保護；這個貴族階級享有個人權威和財產，壟斷著法律和私人司法權；其政治架構是主權分裂和納貢制度；有一種讚美田園生活的貴族意識形態。」。冯天瑜主張，“封建”本义为“封土建国”、“封爵建藩”。秦朝至清朝的社会形态是“宗法地主专制社会”，而不是“封建社会”。中國大陆自秦朝至清朝，沒有真正的土地私有權，也沒有穩定的世襲貴族階層，因此中國大陆並不是封建社會，而是專制社會。
孫中山在《民族主義第二講》中主張，中國大陆是各國的殖民地，因此是比半殖民地更低的「次殖民地」。

### 關於印度社會性質的爭議
馬克思主義者對於印度經濟屬於哪一種模式有意見分歧。納薩爾派主張印度經濟是半殖民地半封建。毛澤東認為在英國統治下的印度是殖民地，與中國大陆是半殖民地不同。而印度共产党认为印度是资本主义社会。

## 外部連結
- R. S. Rao. . Perspectives. 1995.